# Nhật Tiến, Hữu Lũng
Nhật Tiến là một xã thuộc huyện Hữu Lũng, tỉnh Lạng Sơn, Việt Nam.
Xã Nhật Tiến có diện tích 19,96 km², dân số năm 1999 là 3.533 người, mật độ dân số đạt 177 người/km².
Theo thống kê năm 2019, xã Nhật Tiến có diện tích 19,96 km², dân số là 4.038 người, mật độ dân số đạt 202 người/km².